# Qarājah Qayā
Qarājah Qayā (persiska: قراجه قیا) är en ort i Iran.   Den ligger i provinsen Östazarbaijan, i den nordvästra delen av landet, 400 km nordväst om huvudstaden Teheran. Qarājah Qayā ligger 1 612 meter över havet och antalet invånare är 302.
Terrängen runt Qarājah Qayā är platt norrut, men söderut är den kuperad. Qarājah Qayā ligger nere i en dal. Runt Qarājah Qayā är det ganska glesbefolkat, med 40 invånare per kvadratkilometer. Närmaste större samhälle är Torkmanchay, 8,3 km öster om Qarājah Qayā. Trakten runt Qarājah Qayā består i huvudsak av gräsmarker.